# 141P/梅克赫茲
141P/梅克赫茲或141P/梅克赫茲2是一顆週期5.3年的短週期木星族彗星。它是唐納德·梅克赫茲在1994年8月13日發現的。在發現後的幾天裏，在彗星的主要成分附近發現了一些凝結物，表明彗星在1987年至1989年期間，即在其上一次通過近日點期間分裂了。

## 觀測歷史
1994年8月13日，唐納德·梅克赫茲使用0.25米的反射望遠鏡目視發現了這顆彗星。當時估計這顆彗星的視星等為10等。 1994年8月18日，麥克·耶格爾報告稱，一個碎片位於彗星東北48弧分處。隨後又發現了三塊碎片 The fragments were given the letters A to E,。A是其中的主要成分。1994年10月5日，發現D分量一分為二，兩個分量相距7角秒。碎片分為兩組：B形成南群，C、D、和E形成北群；灰塵的痕迹連接了所有組件。碎片B在1994年11月迅速褪色，而碎片D在1999年的幻影中被觀察到。
Zdenek Sekanina估計彗星的第一次分裂發生在1987年底，大約在1989年通過近日點前600天，導致碎片B的產生。導致碎片C和D的產生的下一次裂解事件發生在1989年近日點附近。在通過近日點後600天，碎片D分裂，導致碎片E的產生。碎片D在1994年近日點進一步分裂。
碎片A於1999年8月3日由Robert H.McNaut在賽丁泉天文台當成恆星物體發現，而當時沒有其他碎片可見。在2015年的幻影中，又發現了一個碎片，碎片H。它最初被認為是一顆新彗星，但進一步的觀測表明它與141P/梅克赫茲有關。在2020-21年的幻影中，又發現了一個碎片，碎片I。這顆彗星在2021年3月3日經歷了一次爆發，在此期間它的亮度增加了2.8等。

## 軌道和流星雨
這顆彗星的軌道現時是穩定的，與木星有著9:4軌道共振。來自這顆彗星的流星流在18世紀和19世紀與地球軌道相交，但現時還沒有預測到與彗星相關的流星雨 On 13 December 2036 the comet will pass 0.127 AU（19.0 × 106 km） from Earth. An even closer approach is calculated to have taken place on 25 December 1978, when the comet passed about 0.11 AU（16 × 106 km） from Earth.。

## 外部連結
- NASA JPL小天體瀏覽器上的141P/梅克赫茲
- 141P/Machholz 2 （页面存档备份，存于） at Gary W. Kronk's Cometography

| 週期彗星                     | 週期彗星      | 週期彗星                |
| ---------------------------- | ------------- | ----------------------- |
| 前一顆彗星 140P/Bowell–Skiff | 141P/梅克赫茲 | 後一顆彗星 142P/Ge–Wang |
| 週期彗星列表                 |               |                         |